# Colona evrardii
Colona evrardii är en malvaväxtart som beskrevs av François Gagnepain. Colona evrardii ingår i släktet Colona och familjen malvaväxter. Inga underarter finns listade i Catalogue of Life.